# 格羅佛·克里夫蘭·亞歷山大
格羅佛·克里夫蘭·亞歷山大（英語：Grover Cleveland Alexander, 1887年2月26日—1950年11月4日），綽號「Old Pete」，為美國職棒大聯盟的投手。20年大聯盟生涯共待過費城人、小熊與紅雀三隊。生涯373勝為大聯盟史上第三多。1938年入選名人堂。

## 職業生涯
1911年季前賽，亞歷山大就已經在費城大戰(當時運動家與費城人兩隊主場都在費城)上場了，他投了5局無安打無失分。4月15日，他登上大聯盟。
他的菜鳥球季，就投出了28勝，31場完投，其中有7次完封。1912年到1921年之間，他拿下了4次聯盟防禦率王，5次勝投王。投球局數、三振數、完投完封數也常常是聯盟最多。之間還拿下3次三冠王。但是他有嚴重的酒精成癮問題。
1917年球季結束，費城人將亞歷山大與他的專用捕手Bill Killefer交易至小熊，換來Pickles Dillhoefer、Mike Prendergast與6萬美元。而當時費城人隊的老闆表示，他只是因為球隊缺錢才把他們交易的。
1918年，亞歷山大有大半的時間在法國陸軍擔任中士。他在法國服役的期間，因為長期暴露在芥子毒氣中，後來造成他部分聽力受損，還有癲癇等後遺症。他服役結束後，得到了砲彈休克症。加上他酗酒的問題，他的身體狀況也愈來愈差。
儘管如此，他在1920年還是拿下了三冠王。1926年，小熊隊因為他的身體問題而將他交易至紅雀隊。
1926年，紅雀拿下國聯冠軍，在世界大賽中與洋基隊對決。亞歷山大在世界大賽的第2場和第6場都拿下完投勝。根據他隊友Bob O'Farrell的描述，亞歷山大在第6場結束後還喝醉酒。甚至到了第7場比賽他都還是宿醉的狀態。世界大賽第7場，紅雀先發投手傑西·海恩斯投了7局退場，亞歷山大接替上場，當時洋基隊滿壘2人出局，輪到Tony Lazzeri打擊。酒醉的亞歷山大最終三振了Lazzeri，紅雀也拿下了勝利。
1927年，亞歷山大拿下單季20勝，這也是他生涯最後一次達成單季20勝。1930年，他短暫回到費城人，後來他在業餘球隊持續打球打到1940年才正式卸下球員身分。
1950年，他的老東家費城人繼1915年後再度打進世界大賽。亞歷山大還在第3場到場支持，但是費城人最終被洋基隊打出再見安打，最後費城人遭到洋基隊橫掃，無緣拿下隊史首冠。一個月後，亞歷山大去世，享年63歲。

## 生涯成就
他生涯90次完封勝為國聯史上最多。生涯373勝則是與克里斯提·馬修森並列國聯最多勝，也是大聯盟史上第3高。生涯投球達5190局史上第10，被擊出4868支安打史上第8。亞歷山大的生涯勝率為6成42，馬修森則是6成65。在沒有投出無安打比賽的投手中，亞歷山大的勝場數是史上最多的。
1915年世界大賽第一場，亞歷山大拿下勝投。這是費城人在世界大賽的首勝。他們在世界大賽的第2勝則是要等到1980年世界大賽才拿到。
1999年，The Sporting News將亞歷山大評選為史上最傑出的百大棒球員中的第12名。
1938年，亞歷山大以80.92%的得票率入選名人堂。在該年的名人堂票選中，他是唯一一位入選的選手，第2名的喬治·希斯勒得票率僅68.3%。

## 紀念
1952年，美國導演Lewis Seiler以亞歷山大為主角拍攝了一部傳記電影，The Winning Team。飾演亞歷山大的演員則是前美國總統隆納·雷根。
2001年，費城人隊紀念他的貢獻，將他球衣光榮退休。由於他出賽的年代，大聯盟還沒有使用背號，因此費城人在他球衣背面的背號處用了字母P來將他球衣正式退休。
1949年，美國詩人Ogden Nash在他的詩Line-Up for Yesterday裡提到了亞歷山大。

## 外部連結
- 球員資訊和成績在MLB ，ESPN ，Retrosheet ，Baseball Reference ，Baseball Reference (Minors) ，Fangraphs ，The Baseball Cube （英文）